# الکسی رزنیکوف
الکسی رزنیکوف (انگلیسی: Oleksii Reznikov؛ زادهٔ ۱۸ ژوئن ۱۹۶۶) نظامی و سیاست‌مدار اهل اوکراین است، که هم‌اکنون به‌عنوان وزیر دفاع اوکراین فعالیت می‌کند.